# Los Lirios, Chihuahua
Los Lirios är en ort i Mexiko.   Den ligger i kommunen Balleza och delstaten Chihuahua, i den nordvästra delen av landet, 1 100 km nordväst om huvudstaden Mexico City. Los Lirios ligger 2 630 meter över havet och antalet invånare är 153.
Terrängen runt Los Lirios är lite kuperad. Runt Los Lirios är det mycket glesbefolkat, med 2 invånare per kvadratkilometer. Närmaste större samhälle är San Pedro de Chinatú, 19,9 km sydväst om Los Lirios. I omgivningarna runt Los Lirios växer huvudsakligen savannskog.